# Episodi di Humans (seconda stagione)
La seconda stagione della serie televisiva Humans è stata trasmessa in prima visione assoluta nel Regno Unito da Channel 4 dal 30 ottobre al 18 dicembre 2016, mentre negli Stati Uniti da AMC dal 13 febbraio al 20 marzo 2017.
In Italia, la stagione è stata interamente pubblicata sul servizio on demand TIMvision il 12 aprile 2017.
Come nella precedente stagione, gli episodi non hanno un titolo specifico.
| n° | Titolo originale | Prima TV Regno Unito | Prima TV USA     | Prima TV Italia |
| -- | ---------------- | -------------------- | ---------------- | --------------- |
| 1  | Episode 1        | 30 ottobre 2016      | 13 febbraio 2017 | 12 aprile 2017  |
| 2  | Episode 2        | 6 novembre 2016      | 20 febbraio 2017 | 12 aprile 2017  |
| 3  | Episode 3        | 13 novembre 2016     | 27 febbraio 2017 | 12 aprile 2017  |
| 4  | Episode 4        | 20 novembre 2016     | 6 marzo 2017     | 12 aprile 2017  |
| 5  | Episode 5        | 27 novembre 2016     | 13 marzo 2017    | 12 aprile 2017  |
| 6  | Episode 6        | 4 dicembre 2016      | 13 marzo 2017    | 12 aprile 2017  |
| 7  | Episode 7        | 11 dicembre 2016     | 20 marzo 2017    | 12 aprile 2017  |
| 8  | Episode 8        | 18 dicembre 2016     | 20 marzo 2017    | 12 aprile 2017  |

## Episode 1
- Diretto da: Lewis Arnold
- Scritto da: Sam Vincent & Jonathan Brackley

### Trama
A Berlino, Niska entra in relazione con una donna di nome Astrid mentre lei valuta se caricare o meno il codice di coscienza nella rete globale dei sinth. Quando lo fa, i synth si risvegliano sporadicamente e casualmente, compresi i synth industriali, Ten in Bolivia e Hester nel Regno Unito; Ten viene ucciso quando si unisce a Leo e Max per salvare Hester da un'organizzazione che sta catturando i synth coscienti. In America, Milo Khoury, il capo miliardario di Qualia, recluta la dottoressa Athena Morrow per studiare i sinth appena diventati coscienti, senza sapere che ha già sviluppato la sua IA senziente di nome V. Leo, Max e Hester catturano uno dei loro aggressori e tornano al loro nascondiglio nel paese, dove Mia ha preso un lavoro in un caffè sotto il nome di Anita. Gli Hawkins si sono trasferiti, ma Joe viene informato che è stato licenziato a causa di un sinth che assume la sua posizione. Più tardi, Niska arriva a casa Hawkins e informa Laura che vuole essere processata come individuo per l'omicidio commesso al bordello, con lei come avvocato difensore.

## Episode 2
- Diretto da: Lewis Arnold
- Scritto da: Sam Vincent & Jonathan Brackley

### Trama
Hester tortura il prigioniero per ottenere informazioni, all'orrore di Max e Leo, e scopre che i sinth coscienti sono tenuti in una struttura chiamata Silo. Ed, il capo di Mia, inizia a sospettare del suo comportamento e scopre la sua vera natura quando si scotta. Sconvolta, discute con Leo se sono in grado di rappresentare i nuovi sinth quando hanno vissuto a malapena loro stessi. Laura considera se rappresentare o meno Niska, accettando in ultima analisi, dopo che Niska si consegna alle autorità. Mattie recupera Odi dallo spazzatura. Senza che Milo ne sia a conoscenza, Athena tenta inutilmente di trasferire V nel corpo di uno dei sinth coscienti. Karen e Pete vengono a conoscenza di una classe di sinth venduti sul mercato nero conosciuti come serafini. Max rilascia segretamente il prigioniero, ma Hester lo insegue e lo annega in una pozzanghera.

## Episode 3
- Diretto da: Carl Tibbetts
- Scritto da: Charlie Covell & Iain Weatherby

### Trama
Dopo la scomparsa del loro prigioniero, Leo e i sinth sono costretti ad abbandonare il loro nascondiglio, anche se Mia decide di rimanere per inseguire i suoi sentimenti romantici per Ed. Iniziano i test di coscienza di Niska e Laura lotta per ottenere una risposta emotiva da lei. Mattie trova la copia del codice di coscienza di Laura e risveglia Odi. Mentre Joe si preoccupa per il comportamento sempre più impassibile di Sophie, Toby fa amicizia con una synthi di nome Renie che si dedica ad agire come un synth. Karen torna al lavoro, ma la sua sacca si rompe al pub, costringendo Pete a disattivarla e a svuotarla. Athena visita la figlia in coma in ospedale, la cui mente è stata digitalizzata sotto forma di V, e più tardi ricatta Hobb per darle informazioni sui sinth coscienti originali.

## Episode 4
- Diretto da: Carl Tibbetts
- Scritto da: Joe Barton

### Trama
Pete, credendo che siano synth coscienti e non volendo che Karen debba più nascondersi, si mette a rischio di indagare sui serafini, ma viene a sapere che il suo sospetto è sbagliato. Mia e Ed si avvicinano, ma dopo essere stata affrontata dal suo amico la disattiva. Joe viene a sapere che il suo licenziamento è stata causato da uno scambio di email tra sinth. Milo incontra Athena per pranzo e le rivela che lui sa di V, ma lei lo convince a permetterle di continuare il suo lavoro. Max abbandona Leo dopo aver accettato il piano di Hester per consentire la cattura di un synth cosciente per scoprire la posizione del Silo; Leo e Hester scoprono successivamente che Qualia ha cacciato i synth. Laura porta Astrid da Niska per aiutarla con le valutazioni di coscienza e rivela alla ragazza la verità dell'origine sintetica di Niska. Più tardi, un synth minaccia Laura per farle abbandonare il caso e viene disattivato da Odi.

## Episode 5
- Diretto da: Francesca Gregorini
- Scritto da: Sam Vincent & Jonathan Brackley

### Trama
Ed tenta di vendere Mia a Qualia per pagare le spese mediche di sua madre, ma lei ripristina la personalità di Anita per scappare. Karen lascia Pete, sentendosi spinta da lui ad abbracciare l'identità dei synth che non vuole. Un synth di nome Flash si risveglia e viene trovato da Max, insieme trovano un nuovo rifugio sicuro in un treno abbandonato. Athena viene a sapere che sua figlia è morta e racconta a V della sua vera natura. Niska rifiuta il giudizio del governo e sfugge alla prigionia dopo aver appreso del synth che minacciava Laura. Mattie completa il codice di coscienza, permettendo potenzialmente a tutti i synth di essere risvegliati, mentre Toby viene a sapere della travagliata vita domestica di Renie. Hester uccide la donna che ha sparato a Ten per trovare un modo per infiltrarsi nel Silo, e più tardi dormirà con Leo al quale non racconta delle sue azioni. Pete continua a indagare sui serafini e scopre che sono synth bambini.

## Episode 6
- Diretto da: Francesca Gregorini
- Scritto da: Joe Barton

### Trama
Milo si confronta con Athena dopo aver scoperto che sta sviluppando synth bambini, la avverte che V è di sua proprietà ora che lei è sui suoi server. Karen decide di rimanere con Pete quando le mostra il serafino, che lei chiama Sam, ma poi scopre i suoi piani per prendere una nuova identità, mettendo ulteriormente a dura prova il loro rapporto. Mattie si riunisce con Leo e diventa preoccupata per l'influenza di Hester su di lui, mentre Hester allarga la spaccatura tra Leo e Max. Odi lotta per trovare il proprio scopo nella vita. Niska cerca rifugio con Astrid. Mia ritorna dagli Hawkins e torna di nuovo alla normalità. Dopo aver appreso il codice di Mattie da Odi, si ricongiunge a Leo e Hester, rivelando la scoperta di Mattie e la sua intenzione di aiutarli ad entrare nel Silo.

## Episode 7
- Diretto da: Mark Brozel
- Scritto da: Sam Vincent & Jonathan Brackley

### Trama
Mia e Hester si infiltrano nel Silo fingendo di essere synth appena risvegliati, gli vengono iniettati dei chip dai medici di Qualia. Karen chiede ad Athena di caricare la sua mente sui suoi server in modo che possa poi essere messa in un corpo umano. Renie parla con Sophie su richiesta di Toby e decide di abbandonare la sua persona synth. Incapace di trovare un significato nella sua nuova vita, Odi si ripristina alle sue impostazioni di fabbrica. Preoccupato per il piano di Leo, Mattie chiede aiuto a Max, mentre Laura va da Niska, avvisando accidentalmente le autorità della sua posizione e costringendo Niska e Astrid alla fuga. I sinth vengono liberati dal Silo e portati in sicurezza da Leo, ma la maggior parte sono spazzati via quando un campo difensivo attiva i chip nella loro testa, distruggendo le loro menti. Vendicativa sul trattamento degli altri sinth così come se stessa, Hester decide di uccidere Athena, e prende in ostaggio il dottor Aveling, uno dei lavoratori di Qualia. Pete arriva e cerca di parlare con lei, ma Hester uccide sia Aveling sia Pete prima di fuggire. Max arriva e lui, Leo, Mia e Mattie scappano con i sinth sopravvissuti, alla collera di Hester.

## Episode 8
- Diretto da: Mark Brozel
- Scritto da: Sam Vincent & Jonathan Brackley

### Trama
Joe suggerisce la separazione da Laura per dare ai bambini un po' di tempo lontano dai sinth. Athena abbandona il suo sogno di dare un corpo a V, convinta dagli eventi che i synth coscienti meritano gli stessi diritti degli esseri umani, e lascia andare V. Una Karen devastata cerca di esaurire la sua carica ma viene riattivata da Sam, a cui chiede aiuto per porre fine alla sua vita. Hester si presenta alla casa degli Hawkins sostenendo di essere stata inviato da Leo, ma prende Laura in ostaggio. Astrid convince Niska a rimanere e aiutare la sua famiglia. Leo e Mia corrono in aiuto di Laura, progettando di attivare il chip di Hester, uccidendola. Tuttavia, Leo tenta di ragionare con Hester, funziona fino a quando lei si rende conto che sta mentendo e lo pugnala, lasciandolo cerebralmente morto. Vedendo questo, Mia attiva sia il suo chip che quello di Hester, distruggendo entrambe le loro menti. Niska arriva e persuade Mattie a rilasciare il suo codice di coscienza completa sulla rete globale di sinth, con la possibilità che possa salvare Mia. Mia e Hester vengono ripristinate e Niska uccide Hester. Ogni sinth in tutto il mondo prende coscienza, compreso Sam che impedisce il tentativo di suicidio di Karen. Laura e Niska guardano il caos che si dispiega.